# Kadriorustadion
Het Kadriorustadion (Estisch: Kadrioru staadion) is een voetbalstadion in de Estische hoofdstad Tallinn, waar sinds 2020 voetbalclub JK Kalev Tallinn haar thuiswedstrijden speelt in de Meistriliiga.
Het stadion werd gebouwd in 1926 en is sindsdien eenmaal gerenoveerd: in 1999-2000. Het stadion biedt plaats aan circa 5.000 toeschouwers, en ligt twee kilometer ten oosten van het stadscentrum in het subdistrict Kadriorg, vlak bij het Kadriorgpaleis. Voor de opening van de A. Le Coq Arena (2001) was het stadion de vaste thuishaven van het Estisch voetbalelftal. Tot 2008 speelde ook de inmiddels opgeheven voetbalclub TVMK Tallinn in dit stadion zijn thuiswedstrijden.
Het Kadriorustadion was in 2012 een van de vier onderkomens van het EK voetbal U19.